# Station Sakuranomiya
Station Sakuranomiya (桜ノ宮駅, Sakuranomiya-eki) een spoorwegstation in de wijk Miyakojima-ku in Osaka, Japan. Het wordt aangedaan door de Osaka-ringlijn. Het station heeft 2 sporen.

## Treindienst

### JR West
| 1 | ■Osaka-ringlijn | richting Osaka en Nishikujō  |
| 2 | ■Osaka-ringlijn | richting Kyōbashi en Tennōji |

## Geschiedenis
Het station werd in 1898 aangelegd aan de Osaka-spoorlijn tussen Kyōbashi en Tenma, maar kreeg pas in 1909 de huidige naam. In 1961 kwam het aan de Osaka-ringlijn te liggen.

## Stationsomgeving
Het gebied ten zuiden van het station staat bekend om haar vele Love hotels.
- Sakuranomiya-park
- Stedelijk ziekenhuis van Osaka
- De oude Yodogawa (rivier)
- Osaka Amenity Park
- Keizerlijk Hotel Osaka
- Miyakojima-schrijn

Osaka · Fukushima · Noda · Nishikujo · Bentencho · Taisho · Ashiharabashi · Imamiya · Shin-Imamiya · Tennoji · Teradacho · Momodani · Tsuruhashi · Tamatsukuri · Morinomiya · Osakajo-koen · Kyobashi · Sakuranomiya · Temma · Osaka